# Renovació i Victòria
Renovació i Victòria (castellà: Renovación y Victoria) fou un moviment polític del Partit Nacional de l'Uruguai. Va ser fundat a començament de l'any 1987.
Quan a finals de 1986 el senador Gonzalo Aguirre vota a favor de la Llei de Caducitat, se separa del Moviment Nacional de Rocha i crea aquest nou moviment. Molts analistes consideraven que tindria poca vida; pocs s'imaginaven que Aguirre resultaria elegit vicepresident de la República per al període 1990-1995 durant la presidència del nacionalista Luis Alberto Lacalle, i a més superant en vots al moviment històric Per la Pàtria.
Durant les eleccions generals de 1994, el moviment va perdre suport de molts nacionalistes i Aguirre es va veure obligat a crear una nova proposta presidencial, comportant el final de RiV.